# Wellington Point
Wellington Point är en förort till Brisbane i Australien. Den ligger i kommunen Redland och delstaten Queensland, omkring 22 kilometer öster om centrala Brisbane.